# Mpho Links
Mpho Benjamin Links (20 giugno 1995) è un altista sudafricano, vincitore di una medaglia d'oro ai Giochi panafricani di Rabat 2019 e di una di bronzo ai Campionati africani di  Asaba 2018.

## Palmarès
| Anno | Manifestazione               | Sede         | Evento        | Risultato | Prestazione | Note |
| ---- | ---------------------------- | ------------ | ------------- | --------- | ----------- | ---- |
| 2015 | Campionati africani juniores | Addis Abeba  | Salto in alto | Argento   | 2,10 m      |      |
| 2015 | Universiadi                  | Gwangju      | Salto in alto | 12º       | 2,10 m      |      |
| 2015 | Giochi panafricani           | Brazzaville  | Salto in alto | 6º        | 2,13 m      |      |
| 2017 | Universiadi                  | Taipei       | Salto in alto | 7º        | 2,23 m      |      |
| 2018 | Campionati africani          | Asaba        | Salto in alto | Bronzo    | 2,15 m      |      |
| 2019 | Universiadi                  | Napoli       | Salto in alto | 5º        | 2,21 m      |      |
| 2019 | Giochi panafricani           | Rabat        | Salto in alto | Oro       | 2,20 m      |      |
| 2022 | Campionati africani          | Saint Pierre | Salto in alto | Bronzo    | 2,15 m      |      |
| 2024 | Giochi panafricani           | Accra        | Salto in alto | Bronzo    | 2,21 m      |      |